# Copenhagen Golf Center
Copenhagen Golf Center er et golfanlæg i København, der ejes af forretningsmændene Poul og Morten Sundberg, der også ejer Royal Golf Center og Forum på Frederiksberg.